# Douta Seck (handball)
Douta Seck, né en 1963 au Sénégal, est un handballeur international et entraîneur sénégalais.

## Biographie
Douta Seck commence le handball en minimes à l'ASC Jaraaf de Dakar. Il évolue aux côtés de ses frères, Abdul Aziz (demi-centre) et Cheikh (arrière droit), aussi bien au Jaaraf qu'en équipe nationale du Sénégal.
Un an après son frère, il quitte en 1987 le Sénégal pour le Nord de la France et l'HBC Villeneuve d'Ascq, club de Nationale 2 (D3). Pour la première fois, les deux frères évoluent alors dans deux clubs différents mais en 1989, Douta retrouve à l'ASL Robertsau Cheikh arrivé un an plus tôt. Puis tous deux rejoignent le RC Strasbourg en 1991. Cheikh Seck est alors le dixième buteur du Championnat de France 1992-1993 avec un but de moins que son frère. Et après la disparition du club strasbourgeois en 1995, c'est l'ES Besançon masculine qui accueille les deux frères.